# روبرت هانسون
روبرت هانسون (بالإنجليزية: Robert Hanson)‏ هو عسكري أمريكي، ولد في 25 مايو 1920، وتوفي في 1 أكتوبر 2005.